# Симин Бехбахани
Симин Бехбахани (на персийски: سیمین بهبهانی‎‎, Simin Behbahani) е известна иранска поетеса и активистка, видна фигура на съвременната персийска поезия и иранската интелигенция, наричана „лъвицата на Иран“.
Двукратно номинирана за Нобелова награда за литература и носителка на множество литературни награди по света.

## Биография
Родена е на 20 юни 1927 като Симин Халили (سیمین خلیلی‎‎, Simin Khalili) в семейството на Аббас Халили – поет, писател и редактор на вестник Eghdām, и Факре Озма Аргун (1898 – 1966) – поетеса, преводачка и учителка по френски. Бащата Аббас Халили (1893 – 1971) бил автор на поезия на персийски и арабски и превел около 1100 стиха от „Шахнаме“ на Фирдоуси на арабски. Майката Факре Озма Аргун (1898 – 1966) била една от прогресивните жени на своето време и член на Асоциацията на патриотичните жени между 1925 и 1929 година. Освен че членувала в Асоциацията и в Демократическата партия, през 1932 година е редактор на вестник „Иранско бъдеще“. Преподавала френски език в гимназии в Техеран.
Симин Бехбахани започва да пише поезия на 12-годишна възраст и публикува първото си стихотворение на 14. Тя допринася за историческото развитие на иранската поезия като добавя ежедневни събития и разговори в поезията си, използвайки поетичната форма газел (ghazal). Разширява обхвата на традиционната персийска поезия и създава някои от най-значимите творби на персийската литература за 20 век. С отличителен стил обхваща теми, които изследват в дълбочина политическото, културното и морално потисничество в Иран. 
Бехбахани е председателка на Съюза на иранските писатели и е двукратно номинирана за Нобелова награда за литература през 1999 и 2002 година. През 1998 година получава стипендия „Хелман – Хамет“ на Хюман Райтс Уоч. За борбата си за свобода на словото в Иран, през 1999 получава медал „Карл фон Осиецки“. През 2006 година Съюзът на норвежките писатели ѝ връчва Наградата за свобода на изразяването. През 2009 година получава наградата „Поет лауреат“ на mtvu. През 2013 година Унгарският ПЕН клуб я удостоява с наградата за поезия „Янус Панониус“.
Умира в Техеран на 19 август 2014 г. на 87-годишна възраст.